# فهرس مطبوع
الفهرس المطبوع
وهو شكل من أشكال الفهارس المختلفة وهو أقدم هذه الأشكال وتتدرج فيه أوصاف مقتنيات المكتبة من أوعية المعلومات طبعا لخطة معينة مطبوعه طبقا لخطة معينة مطبوعة على شكل سجل أو كتاب ويطلق عليه أيضا فهرس الكتاب.
هو فهرس في شكل كتاب كان يستخدم قديما وبعد ظهور تكنولوجيا المعلومات تم استخدام الفهرس الإلكتروني وتطور وظهر له أشكال عديدة.

## مميزاته
- سهل الاستخدام حيث يمكن الرجوع إليه واستخدامه في أي مكان بالمكتبة
- يمكن لأكثر من شخص استخدامه في وقت واحد
- ويتميز بسهولة حملة ونقلة من مكان لمكان
- وهو أيضا صغير الحجم حيث لا يأخذ حيز في التخزين.

يطلق على الفهرس المطبوع «الفهرس الكتاب» لأنه يصدر بشكل كتاب يحتوي على بيانات ببليوغرافية عن المواد التي تحتويها المكتبة. ويسمى بالفهرس المطبوع لأنه يصدر عادة بشكل مطبوع.وقد فقد هذا الشكل من الفهارس أهميته ولم يعد يستخدم في المكتبات لأسباب عديدة تتلخص في أنه : سريع التلف، يحتاج إلى تحديث مستمر (ذلك لأنه لا يمثل مقتنيات المكتبة تمثيلا حقيقيا، وإنما يقف في تمثيله عند تاريخ نشره، ولهذا يحتاج إلى ملاحق دورية بالمواد المكتبية المضافة.مما يؤدي إلى زيادة تكاليف طباعته ونشره)
وعلى الرغم من كثرة عيوبه إلا أنه يمتاز عن غيره من الفهارس بسهولة استخدامه وتداوله، وسهولة نقله من مكان إلى آخر داخل المكتبة وخارجها، وصغر حجمه.

## عيوبه
- سريع التلف بسبب كثرة الاستخدام
- وغير مرن بحيث يصعب التعديل فيه أو الإضافة وهو عالى التكلفة نسبيا.